# John Avena

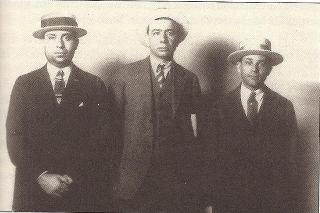
Joseph Ida, John Avena & Luigi Quaranta (30. Mai 1927)

John „Nazzone“ Avena (* 1893 in Messina, Sizilien; † 17. August 1936 in Philadelphia), auch bekannt als John DiNatale, war ein sizilianisch-amerikanischer Mobster der amerikanischen Cosa Nostra und während der 1930er Jahre Boss der Philadelphia Crime Family, welche später als Bruno-Familie bekannt wurde. Seinen Spitznamen erhielt er aufgrund seiner langen Nase.

## Kriminelle Karriere und Ermordung
Avena übernahm die Führung der Familie aus Philadelphia, nachdem das erste Oberhaupt Salvatore Sabella, im Jahr 1931 in den Ruhestand ging. Unter Avenas Führung bildete die Familie eine Allianz mit dem jüdischen Verbrechersyndikat namens 69th Street Mob. Neben illegalem Glücksspiel, soll Avena auch in Drogenhandel und Erpressung aktiv gewesen sein.
Während der 1930er Jahre kam es zu einem dauerhaften Konflikt mit Giuseppe „Joe Bruno“ Dovi, der versuchte die Kontrolle zu erlangen. Im Sommer des Jahres 1936 wurde Avena von seinen eigenen Männern bei einem Drive-by-Shooting ermordet und Giuseppe Dovi wurde der neue Boss. Für die Erschießung des gerade einmal 43-jährigen Bosses in Ecke Washington und Passyunk Avenue sollen die berüchtigten Lanzetta-Brüder verantwortlich gewesen sein. Ein bewaffneter Mann schoss aus der Heckscheibe eines vorbeifahrenden Autos auf Avena und seinen Geschäftspartner Martin Feldstein. Beide starben bei dem Attentat. Die Polizei stellte bei Untersuchungen fest, dass in den vorangegangenen 10 Jahren drei weitere Mordversuche auf Avena stattfanden, aber missglückt waren.
Schätzungsweise 500 Personen versammelten sich am Tag seiner Beerdigung vor Avenas Haus in der 15th Street. Er hinterließ seine Witwe Grace und ihren gemeinsamen Sohn.